# OPERA (アダルトビデオ)
OPERA(オペラ)は、2005年〜2023年に活動のあったアダルトビデオメーカー。キャッチコピーは「ニューハーフからスカトロまで華麗なるエロスの饗宴」。

## 概要
AV監督である豊田薫が自ら監督とプロデュースを手がけるアダルトビデオメーカー。2005年10月25日創設。
北都（アウトビジョン）傘下のレーベルの一つ。
所在地は石川県加賀市美岬町1-1 AVCサポートセンター。
豊田薫を筆頭に、伊藤雅也、高井麻夫、村岡哲也、望月英吾といった監督が名を連ねた。
「美少女からスカトロまで」をコンセプトに、アナルやスカトロといったハードな作品から、美少女、単体女優、ニューハーフものまで幅広い作品をリリースしていた。
2023年8月に「2021年下半期から2022年一年分までの総集編」のリリースをにしたのを最後に、活動を停止。

## 出演女優一覧
（2006年6月現在、五十音順）
- あいか瞬（2005年10月～、単体2作）
- 天衣みつ（2006年3月～、単体1作）
- 大塚ひな（2006年4月～、単体2作）
- 岡本あい（2005年10月～、単体1作、スカトロ）
- 小沢ありさ（2006年2月～、単体1作）
- 加瀬あゆむ（2006年4月～、単体2作）
- 唐沢美樹（2006年1月～、単体4作、スカトロ）
- 来栖ゆう（2005年10月～、単体2作）
- 坂上麗奈（2006年6月～、単体1作）
- 漣真珠（2006年2月～、単体2作、スカトロ）
- 佐藤リカ（2006年4月～、単体3作）
- 佐藤るり（2006年1月～、単体1作）
- 沙雪（2006年2月～、単体2作）
- 島田ゆずき（2005年11月～、単体1作）
- 杉浦美由（2005年11月～、単体1作）
- 遠山若菜（2006年1月～、単体1作）
- nao.（2006年5月～、単体1作）
- 南波杏（2005年10月～、単体3作）
- 長谷川いずみ（2006年3月～、単体2作、スカトロ）
- 遥奈歩（2005年11月～、単体2作）
- 宝生瑠璃（2006年3月～、単体1作）
- 水希涼（2005年12月～、単体1作、スカトロ）
- 美里かすみ（2005年11月～、単体1作、スカトロ）
- 森咲小雪（2006年1月～、単体1作）
- 森咲南（2005年12月～、単体1作）
- 森乃かすみ（2006年6月～、単体1作、スカトロ）
- 山田あかね（2006年1月～、単体1作、スカトロ）
- 吉岡なつみ（2005年10月～、単体3作）
- 米倉夏弥（2005年10月～、単体1作）
- 渡瀬安奈（2006年5月～、単体2作）

## ニューハーフ女優
- 愛間みるく
- 水朝美樹
- 月野姫
- 平梨もも
- 朝倉めぐみ
- 美神聖良
- 志保美カノン
- リコ

## 外部サイト
- 【OPERA】公式サイト